# L'Orchestre de l'Opéra
L'Orchestre de l'Opéra est un tableau peint par Edgar Degas vers 1870. Il mesure 56,5 cm de haut sur 46 cm de large. Il est conservé au Musée d'Orsay à Paris.

## Contexte, présentation, analyse
Le tableau, une huile sur toile de 56.5 de hauteur sur 46 cm de largeur, peint juste avant la guerre de 1870 par Edgar Degas, représente un groupe d'instrumentistes dans la fosse de la salle Le Peletier de l'Opéra de Paris accompagnant des danseuses du corps de ballet évoluant sur la scène. Commande du bassoniste de l'Opéra de Paris Désiré Dihau, la toile est remise, sans plus de retouche possible à son propriétaire qui l'expose à Lille, ce qui fait dire à la famille de Degas jusque-là dubitative quant à l'art de leur « Raphaël » : « C'est grâce à vous qu'il a enfin produit et terminé une œuvre, une véritable peinture ».
Selon Henri Loyrette, repris par d'autres auteurs,, Degas aurait pris des libertés avec la disposition de l'orchestre en plaçant le basson au premier plan alors qu'il est à l'époque à l'arrière par rapport aux violoncelles et aux contrebasses. Loyrette évoque la fosse de l'époque de François-Antoine Habeneck qui est le chef d'orchestre de l'Opéra de Paris jusqu'en 1848, le directeur étant Léon Pillet. Le chef d'orchestre et le directeur étaient respectivement Edme-Marie-Ernest Deldevez et Émile Perrin en 1868, lorsque Degas peignit le tableau, et Agnès Terrier indique dans l'ouvrage qu'elle consacre en 2003 à l'histoire de l'Orchestre de l'Opéra de Paris — dont la couverture reproduit le tableau — que « la disposition des musiciens [dans le tableau] est relativement réaliste : du temps de Degas les instruments de la basse (bassons, violoncelles et contrebasses) étaient disposés contre la balustrade, les violons contre l'avant-scène et les harpes sur les côtés de la fosse ». Cependant, si les trois instruments de la basse étaient bien contre la balustrade, ils étaient dos au premier rang du public de l'orchestre comme ici la contrebasse et comme Degas nous les donne à voir dans un autre tableau de quasiment la même époque, Musiciens à l'orchestre (Musée Städel, 1872). Ainsi, il y a bien une relative distorsion permettant de mettre le bassoniste en lumière.
Parmi ce groupe de musiciens d'une partie restreinte de l'orchestre, vu depuis la salle et orienté vers le chef non représenté dans le tableau — le chef est à l'époque contre l'avant-scène, dos aux musiciens, son pupitre appuyé à la boîte du souffleur comme on peut le voir dans la deuxième version du Ballet de « Robert le Diable » (Victoria and Albert Museum, 1876) — Degas s'est en outre accordé la liberté de confier certains pupitres à ses amis artistes non musiciens qu'il fréquente au restaurant de la Mère Lefèbvre, rue de La Tour-d'Auvergne à Montmartre et dont certains sont aussi des habitués des lundis musicaux d'Auguste De Gas rue de Mondovi. Sont ainsi représentés, dans la fosse, parmi les violons, le ténor espagnol Lorenzo Pagans (de) (devant la harpe), Gard, « metteur en scène de la danse de l'Opéra » (œil rond et cheveux blancs, devant Pagans), le peintre Alexandre Piot-Normand (au violon, devant Gard), le compositeur Louis Souquet (à la gauche de Piot-Normand, le regard tourné vers la salle), le docteur Adolphe Jean Désiré Pillot (devant Souquet, le visage levé vers la scène) et, dans la loge d'avant-scène côté jardin (au-dessus de la harpe), le jeune Emmanuel Chabrier qui n'est pas encore compositeur. Il trace aussi le portrait des musiciens de l'Orchestre de l'Opéra, le violoncelliste Louis-Marie Pilet — dont il exécute le portrait sous le titre Le Violoncelliste Pilet peu de temps auparavant — le flûtiste Joseph-Henri Altès — dont il fait aussi le portrait individuel de profil en 1868 — les violonistes Zéphirin-Joseph Lancien et Jean-Nicolas Joseph Gout et le contrebassiste Achille Henri Victor Gouffé. Pour Paul Jamot, ces effigies « sont les plus belles qu'il ait peintes » Degas n'ayant peut-être « jamais dépassé ce degré de précision dans la définition du type, du caractère, et du geste ».
Premier portrait d'un groupe qui ne soit pas familial, ou plutôt « portrait d'un individu dans un groupe », le tableau de Degas est en premier lieu le portrait de son ami et vraisemblablement commanditaire le bassoniste Désiré Dihau, le musicien qui l'a introduit à l'Opéra de Paris, institution dont il peindra ensuite si souvent les danseuses, avec ou sans l'orchestre, sur la scène, dans le foyer, dans la salle de classe, en groupe ou individuellement. Mais il s'agit d'un portrait du musicien d'orchestre « dans la pratique de son art », c'est-à-dire en interaction avec les autres individus du groupe, le « portrait d'un être collectif », et non, comme c'est le cas dans une première esquisse titrée Portrait de Désiré Dihau et conservée au musée des Beaux-Arts de San Francisco, en détachant le bassoniste d'un ensemble de silhouettes effacées représentant l'orchestre. Ce n'est pas non plus la configuration choisie pour les Musiciens à l'orchestre (Musée Städel, 1872), ni même pour les deux versions du ballet de l'opéra de Giacomo Meyerbeer, Le Ballet de « Robert le Diable » (1871) (Metropolitan Museum of Art) et Le Ballet de « Robert le Diable » (1876) (Victoria and Albert Museum), dans lesquelles l'orchestre tient une moindre place même si les musiciens sont encore présents, et encore moins dans le Ballet à l'Opéra de Paris (Art Institute of Chicago, 1877), où ne dépassent plus de la fosse que le haut de la tête des musiciens et la hampe des contrebasses. Encadrant cette période, Degas peint encore la scène de l'Opéra pour y représenter le Portrait de Mlle Fiocre dans le ballet « La Source » (Brooklyn Museum, 1867-1868) et Les Choristes dans le final du chœur du premier acte du Don Giovanni de Wolfgang Amadeus Mozart (musée d'Orsay, 1877).
De l'esquisse première du portrait de Désiré Dihau demeure, en résonance ici avec le jeu des autres membres du groupe, la concentration du musicien dont on ne sait si le regard est porté sur sa partition ou vers le chef ou les deux à la fois, la physionomie particulière du bassoniste, joues gonflées et lèvres pincées sur son anche, la tranquillité et la stabilité de la posture, l'assurance et l'agilité des doigts de chaque main jouant sur les clefs du grand instrument dont Will Jansen dit qu'il s'agit d'un basson français Buffet. Fusionnant les deux amis en un être unique, Paul Jamot se demande s'il est possible de rendre de tels détails sans être à la fois peintre et bassoniste. Un autre tour de force de Degas est d'avoir escamoté, tout en faisant fortement ressentir sa présence tant les musiciens sont tendus vers lui, celui qui est habituellement considéré comme la clef de voûte de l'ensemble : le chef d'orchestre.
Sur la scène, au-dessus des austères musiciens, les jambes et les tutus lumineux éclairés par la rampe sont les résultats des premiers travaux de Degas sur les danseuses de l'Opéra. Ici Degas ne montre que la partie de leur corps visible entre le cadre du tableau et la rampe : les têtes et les pieds ne font pas partie de la composition. Tout comme l'identification des personnalités représentées, l'évolution du tableau n'est pas absolument limpide. Paul Jamot a pu par exemple affirmer dans un premier temps que les danseuses avaient été ajoutées à une première version du tableau, ce que la sœur du musicien, Marie Dihau, a formellement contredit. Cependant, les analyses aux rayons x révèlent différents repentirs, ajouts ou retraits a posteriori d'éléments comme la harpe, la loge ou la contrebasse, et les côtés et le haut de la toile ont pu être recoupés pour mettre véritablement en valeur, le bassoniste de l'Opéra, qui donne parfois son surnom au tableau.
Le tableau est accroché, avec les autres tableaux de leur collection comme les portraits Mademoiselle Marie Dihau ou Mademoiselle Dihau au piano, dans le salon des Dihau puis, après la mort de Désiré en 1909, dans le modeste appartement que sa sœur occupe rue Victor-Massé et où « la charmante vieille fille vit d'un petit revenu et du produit des leçons de musique qu'elle donne, souvent gratuitement, aux jeunes filles de Montmartre qui se préparent à chanter dans les cafés ». En manque d'argent, elle vend son premier portrait peint par Degas, Mademoiselle Marie Dihau, au Metropolitan Museum of Art de New York en 1922. Ne voulant pas se séparer des deux autres tableaux de Degas qu'elle possède, L'Orchestre de l'Opéra et son portrait au piano, elle les cède au musée du Luxembourg, en 1923, sous réserve d'usufruit et du versement d'une rente annuelle de 12 000 francs, financée par David David-Weill pour L'Orchestre et par Marcel Guérin pour le portrait. Face à l'enthousiasme soulevé, lors d'une exposition en 1924 à la galerie Petit, par les deux œuvres, qui n'avaient auparavant jamais été montrées au public, hors quelques artistes et quelques proches des Dihau comme Henri de Toulouse-Lautrec, le contrat est racheté par le musée du Louvre où ils sont exposés après la mort de Marie Dihau en 1935. Ils sont transférés au musée d'Orsay en 1986.

## Postérité
Le tableau fait partie des « 105 œuvres décisives de la peinture occidentale » constituant le musée imaginaire de Michel Butor.